# Ponteilla
Ponteilla en francés y oficialmente, Pontellà en catalán, es una  localidad y comuna francesa, situada en el departamento de Pirineos Orientales, región de Languedoc-Rosellón y comarca histórica del Rosellón.
Sus habitantes reciben el gentilicio de ponteillanais en francés o pontellanencs en catalán.

## Demografía
| 1026 | 1107 | 1082 | 1182 | 1521 | 1827 |
| Para los censos de 1962 a 1999 la población legal corresponde a la población sin duplicidades (Fuente: INSEE [Consultar]) |      |      |      |      |      |

## Lugares de interés
- Iglesia Saint Étienne, románica del siglo XI

## Personalidades relacionadas con la comuna
- Pere Figueres, cantante